# Khirkiya
Khirkiya é uma cidade e uma nagar panchayat no distrito de Harda, no estado indiano de Madhya Pradesh.

## Demografia
Segundo o censo de 2001, Khirkiya tinha uma população de 17 483 habitantes. Os indivíduos do sexo masculino constituem 53% da população e os do sexo feminino 47%. Khirkiya tem uma taxa de literacia de 68%, superior à média nacional de 59,5%: a literacia no sexo masculino é de 75% e no sexo feminino é de 59%. Em Khirkiya, 15% da população está abaixo dos 6 anos de idade.